# Yorck Kronenberg
Yorck Kronenberg (* 3. Februar 1973 in Reutlingen) ist ein deutscher Schriftsteller und Pianist.

## Leben
Kronenberg war von 1985 bis 1992 Klavierschüler von Paul Buck in Stuttgart. Er studierte Klavier bei Konrad Elser und bei James Tocco. Darüber hinaus studierte er Komposition bei Friedhelm Döhl an der Musikhochschule Lübeck. Yorck Kronenberg lebt in Berlin.
Er ist Mitglied im PEN-Zentrum Deutschland.

## Auszeichnungen
- 2009 Stadtschreiber in Vöcklabruck, Österreich
- 2009 Aufenthaltsstipendium im Künstlerhaus Lukas in Ahrenshoop (mit Unterstützung des Berliner Senats)
- 2008 Stipendiat der Autorenförderung der Stiftung Niedersachsen
- 2006 Stipendiat der Autorenwerkstatt Prosa, Literarisches Colloquium Berlin
- 1999 Sonderpreis des Wartburg-Klavierwettbewerbs in Eisenach
- 1998 Gewinner des internationalen Klavierwettbewerbs Johann Sebastian Bach in Saarbrücken
- 1996 Stipendiat der Marie-Luise Imbusch Stiftung

## Publikationen
- Mondariz. Roman. Dörlemann Verlag, Zürich 2020, ISBN 978-3-03820-075-8.
- Tage der Nacht. Roman. dtv Verlagsgesellschaft, 2015, ISBN 978-3-423-28060-0.
- Miss Universe. In: Dorothee Kimmich, Philipp Alexander Ostrowicz (Hrsg.): Die Schönheitskönigin Sarah Rotblatt fährt an einer Tankstelle vor. 24. Würth-Literaturpreis. Swiridoff Verlag, 2013, ISBN 978-3-89929-277-0.
- Was war. Roman. Literaturverlag Droschl, 2012, ISBN 978-3-85420-829-7.
- Ex voto. Roman. Literaturverlag Droschl, 2011, ISBN 978-3-85420-778-8.
- Careering. In: Arne Rautenberg, Alexander Müller, Thomas Kraft (Hrsg.): Punk Stories. Langen Müller Verlag, 2011, ISBN 978-3-7844-3258-8.
- Wenn draußen ein Auto vorbeifuhr. In: Ahrenshooper Seiten. 2009, ISBN 978-3-934216-52-5.
- Ex voto. 1. Romankapitel. In: Sprache im technischen Zeitalter. Heft 181. ISSN 0038-8475
- Gegenlicht. In: Wieder vereinigt. Neue deutsche Liebesgeschichten. Verlag Klaus Wagenbach, 2005, ISBN 3-8031-2515-4.
- Welt unter. Roman. Edition Nautilus, 2002, ISBN 3-89401-387-7.

## Diskografie
- Johann Sebastian Bach: Klavierkonzerte BWV 1052-1058; mit dem Zürcher Kammerorchester. GENUIN movimentos edition, 2014. LC12029 GEN14323
- Karl Amadeus Hartmann: Burleske Musik; Klavierkonzert; mit dem SWR-Orchester Kaiserslautern unter Paul Goodwin. WERGO, 2009. WER67142
- Johannes Brahms: op. 79, op. 117, op. 118 und op. 119. GENUIN classics, 2008. LC12029 GEN88123
- Joseph Woelfl: Klavierkonzerte op. 20, op. 43 und op. 49; mit dem SWR-Orchester Kaiserslautern unter Johannes Moesus. cpo, 2008. cpo 777374-2
- Franz Schubert: Sonate B-Dur D 960 und Ludwig van Beethoven: Sonate c-moll op. 111. Sony/BMG, 2005. SONY BMG SK93865
- Werke von Arnold Schönberg, Alban Berg, Paul Hindemith und Ernst Toch. Ars Musici, 2003. AM 1357-2
- Johann Sebastian Bach: Französische Ouverture, Italienisches Konzert und Chromatische Fantasie und Fuge. Ars Musici, 2002. AM 1331-2
- Johann Sebastian Bach: Goldberg-Variationen. Ars Musici, 2001. AM 1323-2